# 石巻県
石巻県（いしのまきけん）は、1869年（明治2年）に仙台藩領の一部であった陸前国北東部を管轄するために明治政府によって設置された県。現在の宮城県北東部を管轄した。本項では前身の桃生県（ものうけん）についても記す。

## 概要
戊辰戦争で奥羽越列藩同盟を結成して盟主となった仙台藩は、恭順・開城ののち、明治政府より敗戦の責任を問われ、表高62万石から実高28万石に減封される。その際、牡鹿郡、桃生郡、本吉郡は仙台藩から分離され、上野高崎藩取締地を経て、明治2年7月に明治政府の直轄の桃生県となった。その1箇月後、県庁を石巻に移転して石巻県と改称した。その後、明治3年9月に石巻県は涌谷を県庁とする登米県に編入され、設置から1年2箇月で廃止された。
政府は明治4年4月に、九州の小倉に西海道鎮台、石巻に東山道鎮台を設置することを決めたが、廃藩置県を経た同年8月になると、東京、大阪、熊本、仙台にそれぞれ鎮台を置くことと改めた。

## 沿革
- 明治元年12月7日（1869年1月19日） - 仙台藩のうち明治政府より戊辰戦争の責任を問われて減封された地域が明治政府直轄となり、牡鹿郡・桃生郡・本吉郡が高崎藩取締地となる。
- 明治2年
  - 7月20日（1869年8月27日） - 高崎藩取締地に桃生県を設置。県庁を桃生郡太田村（現石巻市桃生町太田）字沢入畑の桃生城に設置。
  - 8月13日（1869年9月18日） - 県庁を牡鹿郡石巻村に移転し、石巻県に改称。
- 明治3年9月28日（1870年10月22日） - 登米県に編入。同日石巻県廃止。

## 管轄地域
「旧高旧領取調帳」の記述が登米県への編入後のため詳細は不明。
- 陸前国
  - 牡鹿郡
  - 桃生郡
  - 本吉郡

## 歴代知事

### 桃生県
- 明治2年7月20日（1869年8月27日） - 明治2年8月13日（1869年9月18日） ： 権知事・山中献（元三河国郷士）

### 石巻県
- 明治2年8月13日（1869年9月18日） - 明治3年9月28日（1870年10月22日） ： 知事・山中献（前桃生県権知事）